# 안티게네스
안티게네스(고대 그리스어: Aντιγενης, 라틴어: Antigenes, ? - 기원전 316년)는 마케도니아 왕국의 필리포스 2세와 알렉산더 3세를 모신 장군이다.

## 생애
필리포스의 통치기인 기원전 340년, 안티게네스는 페린토스 공성전에 참여했다가 화살을 맞고 한쪽 눈을 잃었다. 이때 그는 동료가 화살을 뽑아 주겠다고 했지만, 귀를 기울이지 않고 적을 몰아치며 공격을 중단하지 않았다고 한다. 또한 안티게네스는 수사에서 거행된 합동결혼식 때 빚을 지고 있다고 속여 알렉산더로부터 돈을 받았지만, 그것이 발각되어 궁정에서 추방되어 벼슬을 박탈당했다. 하지만 너무 의기소침해져서 자살하려는 안티게네스를 보고 알렉산더가 그를 용서했다.
기원전 323년, 안티게네스는 일단 제대를 하고 크라테로스가 이끄는 다른 제대 군인과 함께 마케도니아로 가려고 했다. 그런데 그들이 마케도니아에 도착하기 전에 알렉산더가 갑작스럽게 사망을 했다. 왕의 갑작스런 죽음으로 바빌론 회의에서 제국 섭정의 자리에 오른 페르디카스는 마케도니아의 실권을 쥐고서도 기반이 취약하여 각지의 여러 장수가 반기를 들었다. 기원전 321년, 페르디카스는 이런 상황을 타개하기 위해 이집트 원정을 떠나지만, 작전 실패로 인해 아군 병사들의 반란으로 버림을 받고, 살해당했다. 이때, 안티게네스 또한 페르디카스를 따라 원정에 참여하고 있었고, 셀레우코스와 페이톤 등과 함께 페르디카스의 암살에 가담했다. 페르디카스 사후 제국의 체제를 결정하기 위해 개최된 트리파라디소스 회의에서 안티게네스는 스시아나의 태수이자 동시에 은방패 병단의 지휘관 중 한 명으로 임명되었다.
에우메네스와 안티고노스와의 전투에 즈음하여 제국의 섭정 폴리페르콘의 지시를 받은 안티게네스는 부하 병사와 함께 에우메네스 옆에 있었다. 당초 안티게네스는 동료 은방패 병단의 지휘관 테우타모스가 에우메네스에 대한 음모를 꾸몄을 때 그를 설득해 음모를 그만두게 하였다. 기원전 317년에 셀레우코스와 페이톤(그들은 안티고노스의 동맹자가 되어 있었다)이 에우메네스로부터 군 지휘권을 빼앗도록 부추겨도 귀를 기울이지 않는 등 에우메네스에 대해 호의적인 태도를 보이고 있었다. 그러나 결국 에우메네스와 지휘권을 다투다가 다시 기획된 에우메네스에 대한 음모에 참가하게 되었다. (플루타르코스는 에우메네스의 유능함을 질투한 것이라고 말하고 있다.)

## 최후
기원전 317년에 시작된 중동을 무대로 한 에우메네스와 안티고노스의 전투에서 안티게네스는 에우메네스 진영에서 싸웠으며, 안티게네스와 테우타모스가 이끄는 은방패 병단은 팔라에타케네, 가비에네(기원전 316년)의 회전에서 뛰어난 활약을 펼쳤다. 그러나 가비에네 전투에서 에우메네스와 안티고노스가 싸웠을 때 에우메네스 군의 피해 자체가 대단한 것은 아니었지만, 에우메네스는 후방에 배치한 보급부대를 빼앗겼다. 빼앗긴 보급부대에는 은방패 병단의 가족과 재산도 포함되어 있었다. 때문에, 은방패 병단은 에우메네스에게 좋은 않은 감정을 가지게 되었고, 안티게네스 등 여러 장군은 안티고노스와 거래를 하여, 안티고노스에게 에우메네스를 내주고 항복했다. 그러나 안티게네스는 안티고노스에 의해 붙잡혀 구멍에 갇혀 태워 죽이는 비참한 최후를 맞았다.